# 如果花知道
《如果花知道》（英語：The Memory Garden）是2021年於衛視中文台播出的台灣偶像劇，為衛視原創首部戲劇作品。由映畫傳播製作，任容萱、張睿家、石知田、邱偲琹領銜主演。
全劇總共分為11個單元，2021年12月20日起於衛視中文台首播，2022年1月17日杀青，1月18日舉辦殺青酒。

## 播出時間

### 首播
| 頻道            | 所在地 | 播出日期                      | 播出時間                             |
| --------------- | ------ | ----------------------------- | ------------------------------------ |
| 衛視中文台      | 臺灣   | 2021年12月20日－2022年2月11日 | 每週一至週五21:00 - 22:00            |
| 衛視中文台      | 臺灣   | 2022年1月30日－2022年6月12日  | 每週日20:00 - 22:00 （連播兩集）     |
| 星衛娛樂台(MOD) | 臺灣   | 2022年1月4日－2022年2月28日   | 每週一至週五20:00 - 20:50            |
| YouTube         | 臺灣   | 2021年12月24日－2022年1月7日  | 22:00上架（1-5集）                   |
| YouTube         | 臺灣   | 2022年1月24日－2022年2月11日  | 每天12:00上架5集 （1-30集）          |
| YouTube         | 臺灣   | 2022年2月14日－2022年2月27日  | 20:00全劇上架                        |
| 中視綜合台      | 臺灣   | 2024年11月4日-2024年11月29日  | 每週一至週五20:00-22:00 （連播兩集） |

### 重播
| 頻道            | 所在地 | 播出日期       | 播出時間                   |
| --------------- | ------ | -------------- | -------------------------- |
| 衛視中文台      | 臺灣   | 2021年12月21日 | 每週一至週五 20:00 - 21:00 |
| 衛視中文台      | 臺灣   | 2021年12月22日 | 每週二至週六 00:00 - 02:00 |
| 衛視中文台      | 臺灣   | 2021年12月22日 | 每週一至週五 04:00 - 06:00 |
| 衛視中文台      | 臺灣   | 2021年12月22日 | 每週一至週五 13:00 - 15:00 |
| 衛視中文台      | 臺灣   | 2022年2月5日   | 每週六 10:00 - 12:00       |
| 衛視中文台      | 臺灣   | 2022年2月6日   | 每週日 06:00 - 08:00       |
| 星衛娛樂台(MOD) | 臺灣   | 2022年1月5日   | 每週一至週五 19:10 - 20:00 |
| 星衛娛樂台(MOD) | 臺灣   | 2022年1月6日   | 每週一至週五 00:50 - 02:30 |
| 星衛娛樂台(MOD) | 臺灣   | 2022年1月6日   | 每週一至週五 05:50 - 07:30 |
| 星衛娛樂台(MOD) | 臺灣   | 2022年1月6日   | 每週一至週五 10:50 - 12:30 |
| 星衛娛樂台(MOD) | 臺灣   | 2022年1月6日   | 每週一至週五 15:50 - 17:30 |

## 劇情大綱
故事開始於一間神秘花店「花之道」，傳說只要是想斷捨離的人，都能在某個時刻，某個街角，看見這間花店的存在。

## 演員陣容

### 主要演員
| 演員                | 角色   | 職業／關係 | 登場集數              |
| 任容萱              | 花曉萱 | 花女巫、「花之道」花店老闆，已重生十三次，在前世-花曉夢的重生過程中，其嗅覺不慎被小唐青松奪走。在與唐青松一次近距離接觸後，與其擁有共同嗅覺，也逐漸恢復嗅覺。喜歡唐青松。實為三百年前花曉葵的執靈。     | 全劇                  |
| 張睿家 (童年：季諾) | 唐青松 | 冷案特調組組員、唐晚蘋同父異母的哥哥，因在童年時不慎奪走花曉夢的嗅覺，故嗅覺異常靈敏、且易流鼻血，必須隨身攜帶花曉夢送的香包。喜歡花曉萱。                                                              | 全劇                  |
| 石知田              | 向以恆 | 恆星百合盆栽的花精靈、向予牽的哥哥。具有感應需要斷捨離人類的能力。需每天由曉萱澆恆星花水，否則會變回恆星花盆栽。可以感受到戴希的內心，可藉由戴希的手得到水份，轉世寄宿在林浩身上。                      | 全劇                  |
| 邱偲琹              | 戴希   | 直播主、戴希博物館的老闆娘，戴子樹的姐姐，曾喜歡唐青松。向以恒的牽牛花，可以感受到向以恒的內心，喜歡向以恒。西里大學歷史系校友，因為與賈思閔與李莉間友情的斷捨離，而來到花之道。 斷捨離代表花：山茶花。 | 1,3-11,14,16-18,21-40 |

### 其他演員
| 演員   | 角色   | 職業／關係 | 登場集數                                       |
| 陳博正 | 唐春逢 | 逢春中藥行老闆、唐青松＆唐晚蘋的爺爺、陳美玲的公公。曾與小青松偶遇即將重生的花曉夢。 | 1-3,5,7,11,15-16,19,21,25,28,32-33,35-37,39-40 |
| 江祖平 | 王鳳仙 | 冷案特調組副組長，渴望翻身調離。因丁宇失蹤案而暫升為組長。 | 1-7,9,11-14,16-17,21-32,35-40                  |
| 馬力歐 | 李富桐 | 冷案特調組組長，冷案組同仁稱之老大，以「無為而治」為宗旨，因丁宇失蹤案而暫調為副組長，破案後已升回組長。因執意要楊政歸還戴正昇手錶而導致楊政殉職，來到花之道，斷捨離代表花：紫色風信子。          | 1-3,5-7,9,11-14,16-17,19,21-28,30-32,35-40     |
| 孫情   | 茶管家 | 茶爸，「花之道」花店管家，原為蘇文明的爺爺-蘇燮熙，是西拉雅語教授，患有阿茲海默症，經常忘記剛剛正在做的事情，因誤將焿水給孫子食用，而被家人送到安養院，受花曉夢邀請擔任花之道的管家，後安詳過世。 | 1-10,12-26,28-36,39                            |
| 陳詩穎 | 向予牽 | 「花之道」花店店員，向以恆的妹妹，本以為是牽牛花但卻沒有法力。原為林萌。喜歡戴子樹。在茶爸離開花店後暫代管家一職，後成為正式管家。                                                                | 1-5,7-13,15-30,32-40                           |
| 郭方儒 | 戴子樹 | 冷案特調組組員、唐青松的助手、戴希的弟弟。喜歡向予牽。因為得知母親活著卻不被戴希告知，而感到不被信任，因此來到花之道，斷捨離代表花：白色風信子。                                                  | 全劇                                           |

### 特別演出
| 演員                  | 角色   | 職業／關係 | 登場集數                 |
| 項婕如 (童年：陳品嫙) | 唐晚蘋 | 陳美玲的女兒，唐青松同父異母的妹妹，美術系大學生，為求親情斷捨離而來到花之道。 斷捨離代表花：紫荊花。 | 1-2                      |
| 鄭仲茵                | 陳美玲 | 唐春逢的媳婦、唐青松繼母、唐晚蘋母親。嗜賭成性、妄想靠賭博一次致富，其因皆為了讓唐晚蘋能夠出國念美術，甚至不惜犧牲自己，就為了將保險金留給女兒。 | 1-2                      |
| 王傳一                | 黃健雄 | 仁心醫院心臟科醫生，與亮亮交往。企圖在車內輕生，而受到指引來到花之道，想與罪惡感斷捨離。 斷捨離代表花：山楂花。 | 3-6,9                    |
| 大元 (童年：蕭晴曦)   | 張亮亮 | 張揚之女，波士頓理髮廳老闆娘，脖子上有燒燙傷疤痕。父親因心臟手術失敗過世，與當時的執刀醫師黃健雄交往，卻認為黃健雄是為了彌補自己而分手，已復合。 | 3-6                      |
| 黃鐙輝                | 旺哥   | 黑道老大，承租理髮店廳地下室經營酒店，喜歡亮亮。從販毒改從事討債，企圖接收負債的樂園日式料理店。 | 3-6,11,17-19,21-22,24,28 |
| 林玟誼                | 丁佳琳 | 仁心醫院外科醫師，黃健雄的學妹、陳秀蘭的主治醫師。丁世雄女兒，丁佳媛的雙胞胎姐姐，丁宇的阿姨，代替過世的妹妹照顧丁宇。活在父親的權威的壓力下，而產生丁佳媛的人格。 斷捨離代表花：蒲公英。                                                            | 5,11-20                  |
| 林玟誼                | 丁佳媛 | 丁佳琳的雙胞胎妹妹，丁宇的母親，五年前從自家頂樓自殺身亡。 | 12-15                    |
| 吳季璇                | 賈思閔 | 戴希的大學同學，西里大學歷史系助教。因為李莉的死而與戴希產生誤解。 斷捨離代表花：山茶花。 | 7-10                     |
| 蔡祥                  | 李莉   | 戴希與賈思閔的大學同學。因缺乏愛而逐漸得到憂鬱症，後輕生。 | 7-10                     |
| 黃建群                | 丁世雄 | 丁佳琳、丁佳媛的父親，星遠集團CEO，張家豪的師傅。長期對兩姊妹施暴，為了家族顏面而隱瞞丁佳媛的死訊。情緒勒索丁佳琳領養丁宇、並要求承擔起母親的責任。為了丁遠集團CEO的位置，而將樂園借貸資金，最後放棄丁遠集團，將債務還清，擔任樂園永遠的店長。       | 11-18,20-21              |
| 陳映澐                | 丁宇   | 丁佳媛的兒子。喜歡巧克力，因為害怕兩個媽媽都不愛他，而從樂園鬼屋來到花之道。 斷捨離代表花：蒲公英。 | 11（照片）,12-16         |
| 孫沁岳 (童年：王宥謙) | 張家豪 | 三星級廚師。因與父親爭吵而離家8年。在丁世雄經營的樂園日式料理招待所擔任廚師長，視丁世雄為父親並與其簽了40年合約，後因丁世雄的債務而其合約被抵押給債主，在與丁世雄爭吵後失蹤，其執靈來到花之道，失蹤的形體則在陽明山山區尋獲。 斷捨離代表花：金盞花。 | 16-21                    |
| 吳鈴山                | 張力舜 | 張家豪的父親。曾經鞭打過張家豪，而在兒子離家出走後跟隨在後。得知兒子在料理界有好成績也感到驕傲。罹患肺癌。 | 17-21                    |
| 黃采儀                | 張母   | 張家豪的母親。 | 17-21                    |
| 周詠訓                | 楊政   | 冷案特調組組員，王鳳仙的未婚夫，三年前因公殉職。 | 22-23,26                 |
| 張翰 (童年：張育誠)   | 蘇文明 | 必理社負責人，茶爸的孫子，因為幼時誤食焿水而住院，為了想再見到爺爺一面，期望到達樂土，與前任恆星百合達成約定，將一半身體給恆星百合使用。在與爺爺見面後，決定與前任恆星百合解除約定。                                                                 | 26-35,39                 |
| 江晏寧                | 黃淯晴 | 林凱文女友之一，冷案組調查失蹤對象。「新月」女主角，必理社社員。為了宣傳新月而製造失蹤的假象，因為與妹妹黃思喬間的心結而來到花之道進行斷捨離，斷捨離代表花：曇花。                                                                                   | 1,3,27-30                |
| 胡恩寧                | 黃思喬 | 黃淯晴的妹妹，直播主，看到新月宣傳影片而來到必理社尋找姊姊，來到花之道解決與姊姊的心結。 | 27-30                    |
| 是元介                | 夏唯成 | 明理人壽保險員，因大學女友許恩雅被隨機殺人犯殺害，多年後仍無法放下而來到花之道。 斷捨離代表花：玫瑰花。 | 35-38                    |
| 謝沛恩                | 許恩雅 | 夏唯成女友，五年前遭被黃泰瑋殺害。 | 36-38                    |

### 客串演出
| 演員            | 角色   | 職業／關係                                                               | 登場集數             |
| 吳志慶 （大飛） | 林凱文 | 古董收藏家，時間管理大師，追求戴希同時劈腿不只一人，冷案特調組調查對象。 | 1,3-6,9,11           |
| 陳彥壯 （壯壯） | 雄哥   | 開設簽賭站，陳美玲的債主。                                               | 1-2                  |
| 林帥甫          | 孫志為 | 綽號「孫悟空、空哥」。與王鳳仙合作，在旺哥身邊臥底。                     | 3-5                  |
| 蘇菲            | 陳秀蘭 | 黃健雄的母親。                                                           | 5-6                  |
| 陳羽翔          | 林浩   | 向以恒的前身，在林家命案後與妹妹被曉萱接回花店。                         | 8,23-26,28,30,32,35  |
| 楊家語          | 林萌   | 向予牽的前身，林浩的妹妹，被曉萱接回花店。                               | 23,26,30             |
| 林昱辰          | 小健   | 3歲，賈思閔的兒子。                                                      | 8,10                 |
| 柯恩            | 陳宣亦 | 唐青松的分局長，必理社的社員。                                           | 11,16,21,27,32,34-35 |
| 葉衣庭          | 蔡媽   | 丁家管家。                                                               | 12,14-16,18          |
| 管謹宗          | 謝博寬 | 仁心醫院心臟科主任，覺的黃健雄不適合當心臟科醫師。                       | 6                    |
| 鍾振盛          | 醫生   | 張家豪的主治醫生。                                                       | 20                   |
| 曾怡誠          | 陳家安 | 3年前冷案特調組組員。                                                    | 22-23,26             |
| 郭姿妤          | 藥師   | 富山藥局的藥師。                                                         | 26                   |
| 王芮希          | 經紀人 | 黃淯晴的經紀人。                                                         | 27-30                |
| 藍宸翰          | 郝文慷 | 黃思喬老公。                                                             | 30                   |
| 阿虎            | 黃泰瑋 | 隨機殺人犯，殺害許恩雅。                                                 | 35-38                |

## 電視劇歌曲
| 曲別       | 歌名              | 作詞                             | 作曲                     | 演唱者  |
| 片頭曲     | 寄生              | 楊子樸                           | 楊子樸                   | 畢書盡  |
| 單元主題曲 | Without Your Love | 李玉璽                           | 李玉璽                   | 李玉璽  |
| 單元主題曲 | 愛你所以          | 李玉璽                           | 李玉璽                   | 李玉璽  |
| 單元主題曲 | 第三個我          | 謝馨哲、吳萌                     | 謝馨哲、吳萌             | 陳佩賢  |
| 單元主題曲 | Breathing         | 162黃號                          | 162黃號                  | 162黃號 |
| 單元主題曲 | 如果沒愛過        | 張與辰、徐偉銘、吳育澤           | 張與辰、徐偉銘、吳育澤   | 畢書盡  |
| 單元主題曲 | Be Alright        | 王士榛、Wayson.H、徐浩敏、段定語 | 王士榛、Wayson.H、徐浩敏 | 畢書盡  |

## 外部連結
- 衛視原創的Facebook專頁
- 衛視原創的Instagram帳戶
- YouTube上的如果花知道播放列表—衛視中文台

## 作品的變遷
| 臺灣 衛視中文台 星期一至五 21:00 - 22:00                                                                                           | 臺灣 衛視中文台 星期一至五 21:00 - 22:00 | 臺灣 衛視中文台 星期一至五 21:00 - 22:00       |
| --- | --- | ---------------------------------------------- |
| | 如果花知道 （2021年12月20日－2022年2月11日） |                                                |
| 哲仁王后 （2021年10月19日－2021年12月3日）想見你（重播） （20:00 - 22:00） （2021年12月6日－2021年12月20日）                       | 俗女養成記（重播） （2022年2月14日－2022年2月21日）俗女養成記2（重播） （2022年2月21日－2022年2月28日）我和我的鋼四壁 （2022年2月28日－2022年4月22日） |                                                |
| 臺灣 星衛娛樂台 星期一至五 20:00 - 20:50                                                                                           | |                                                |
| 哲仁王后 （20:00 - 21:00） （2021年10月29日－2021年12月15日）產後調理院（重播） （20:00 - 21:00） （2021年12月16日－2022年1月3日） | 如果花知道 （2022年1月4日－2022年2月28日） | 我和我的鋼四壁 （2022年3月1日－2022年4月25日） |

| 臺灣 中視綜合台 每週一至週五 20:00 - 22:00                                                         | 臺灣 中視綜合台 每週一至週五 20:00 - 22:00       | 臺灣 中視綜合台 每週一至週五 20:00 - 22:00 |
| -------------------------------------------------------------------------------------------------- | ------------------------------------------------ | ------------------------------------------ |
| | 如果花知道 （2024年11月4日－2024年11月29日）     |                                            |
| 好想談戀愛 （2024年8月2日－2024年9月20日）女兒大人加個賴 （重播） （2024年9月23日－2024年11月1日） | 開創者 （2024年12月2日－2024年12月27日）（重播） |                                            |